# Domen Beršnjak
Domen Beršnjak (n. 15 iulie 1981) este un fotbalist sloven care este liber de contract. Ultimul club de fotbal la care a jucat a fost FC Politehnica Iași. A debutat în anul 2006 la echipa națională de fotbal a Sloveniei.